# インプ (悪魔)
インプ（imp）とは悪魔の一種である。

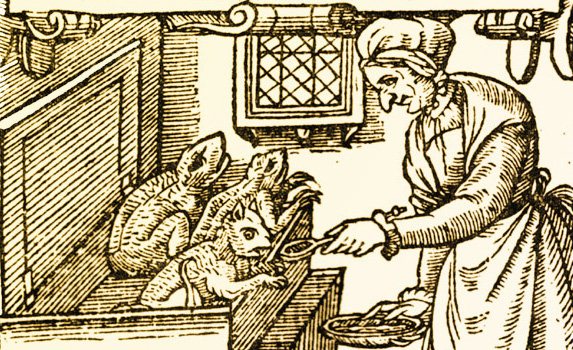
インプに餌を与える女性の木版画

体長は10cm程で大きくても人間の子供くらい。全身が黒く、充血した目をしており、ピンと尖った耳に、ぽっこりした腹をし、鉤のある長い尻尾を持った姿をしている。
インプは挿し木など枝を意味し、種から育ったわけでもなく果実を実らせることから、魔術的な意味があるといわれていた。当初は妖精に分類されていたが、16世紀頃になると学者たちによって悪魔に分類された。その後、頭髪がなくなり、角や蝙蝠のような翼が加えられた。